# New York Voices
New York Voices (рус. ≈ Голоса Нью-Йорка) — американский джазовый
вокальный коллектив. В творческом плане являясь последователями таких исполнителей, как «The Manhattan Transfer» и «Lambert, Hendricks & Ross», перенесли вокальный джаз на новый уровень, более соответствующий 1990-м годам. Основываясь на классическом свинге и бибопе, диапазон их композиций включает также исполнение ритм-н-блюза, госпела, босса-нова. При произношении и написании названия коллектива часто используется аббревиатура NYV.

## История коллектива
В 1986 году группа выпускников одного из колледжей Нью-Йорка отправляется на джазовый фестиваль в Европу. Среди них Дармон Мидер (англ. Darmon Meader), Питер Элдридж (англ. Peter Eldridge), Ким Назарян (англ. Kim Nazarian) и Каприс Фокс (англ. Caprice Fox). Под впечатлением от увиденного родилась идея создать профессиональный вокальный коллектив. К группе присоединяется Сара Кригер (англ. Sara Krieger). Формально квинтет в этом составе существует с 1987 года, однако юбилейные праздничные концерты 1999 и 2009 годов подчёркивают, что музыканты считают годом его образования 1989 год, в котором вышел их дебютный альбом «New York Voices». Он был записан по контракту с GRP Records и получил практически мгновенное признание у ценителей джаза. В последующие 4 года коллектив совместно с этой фирмой звукозаписи выпускает ещё три компакт-диска: «Hearts of Fire», «What’s Inside» и «The Collection». В 1992 году коллектив покидает Сара Кригер. После большого конкурсного отбора её место занимает Лорен Кинхен (англ. Lauren Kinhan), её вокал мы слышим, начиная с CD «What’s Inside». С момента, когда в 1994 году из группы уходит Каприс Фокс, и до сегодняшнего дня New York Voices существует как квартет.
Кроме собственных проектов, музыканты принимают участие в записи альбомов других исполнителей, как приглашённые музыканты. Это CD «Live at Manchester Craftsmen’s Guild» с оркестром Каунта Бэйси (премия Гремми за лучший джазовый альбом 1996 года); «Brazilian Dreams» с кубинским саксофонистом Пакито ДиРивера; «I Remember Bill» с джазовым тромбонистом Доном Сибески; «Louisiana Purchase» Ирвинга Бе́рлина и многие другие. В эти годы коллектив сотрудничает с Рэйем Брауном, Бобби Макферрином, Джорджом Бенсоном. В 1997 году коллектив, открыв для себя новое направление, выпускает альбом (трибьют) «New York Voices Sing the Songs of Paul Simon», полностью состоящий из новых версий известных произведений Пола Саймона.
В 2001 году New York Voices выпустили свой шестой альбом «Sing, Sing, Sing». Все композиции на CD — их собственное переосмысление опыта творчества с Биг Бэндом, накопленного, в частности, во время работы с оркестром Каунта Бэйси. Альбом продюсировал и выполнял сведе́ние двадцатитрёхкратный (!) номинант на Гремми Эллиот Шейнер (работал с Eagles, B.B. King, Queen, Fleetwood Mac, Aerosmith и другими музыкантами). В 2005 году коллектив готовит программу «Рождество с „The Boston Pops“» и гастролирует совместно с этим оркестром практически по всей территории США. 2007 год отмечен для New York Voices выходом седьмого студийного альбома «A Day Like This», в котором они вернулись к своей традиции смешения свинга и латиноамериканской музыки.
На протяжении всей музыкальной карьеры коллектив много гастролировал и принимал участие в различных фестивалях джаза. В том числе, в 2002 году они были гостями в Москве и Нижнем Новгороде  В 2008 году квартет выступал в нескольких городах России в рамках "передвижного" фестиваля Джазовая провинция.

## Участники коллектива
в алфавитном порядке фамилий музыкантов
- Лорен Кинхен - вокалистка New York Voices.